# Partido judicial de San Vicente del Raspeig
El partido judicial de San Vicente del Raspeig es uno de los trece partidos judiciales de la provincia de Alicante, Comunidad Valenciana; en concreto se trata del partido judicial n.º 10 de la provincia de Alicante.
El ámbito territorial, que viene regulado por el Real Decreto 529/1983, de 9 de marzo, comprende los municipios de:
Aguas de Busot, Busot, Jijona, Muchamiel, San Vicente del Raspeig, Torremanzanas